# Woodwardia magnifica
Woodwardia magnifica là một loài thực vật có mạch trong họ Blechnaceae. Loài này được Ching & P.S. Chiu miêu tả khoa học đầu tiên năm 1974.